# 그럼피 올드 맨
그럼피 올드 맨(Grumpy Old Men)은 미국에서 제작된 도날드 페트리 감독의 1993년 코미디, 드라마, 멜로/로맨스 영화이다. 잭 레먼 등이 주연으로 출연하였고 리처드 C. 버맨 등이 제작에 참여하였다.

## 출연

### 주연
- 잭 레먼
- 월터 매튜

### 조연
- 앤 마그렛
- 버제스 메러디스
- 대릴 한나
- 케빈 폴락
- 오시 데이비스
- 벅 헨리
- 크리스토퍼 맥도날드
- 조 하워드
- 이사벨 오코너
- 존 캐럴 린치
- 찰스 브린

## 제작진
- 미술: 데이비드 챔프먼
- 배역: 샤론 하워드-필드